# Mégawatts (jeu)
Pour les articles homonymes, voir Mégawatts.
Mégawatts est un jeu de société créé par Friedemann Friese en 2001 et édité par 2F-Spiele sous le nom Funkenschlag. Le jeu a été réédité en 2004 par 2F-Spiele (de) et Rio Grande Games (en) dans une version modifiée où le crayonnage des routes a été remplacé par des routes prédéfinies. Il a été édité en France en 2008 par Filosofia.
Funkenschlag signifie en allemand "choc électrostatique" (aussi appelé "coup de jus" en langage courant).

## Principe général
Chaque joueur représente un consortium qui, grâce à des centrales électriques, produit du courant et s’occupe de mettre en place un réseau électrique. Durant la partie, chaque joueur achète aux enchères des centrales électriques et des matières premières pour les faire fonctionner (chaque centrale est capable de produire de l'électricité pour un certain nombre de villes tel qu'indiqué sur sa carte). De plus, chacun devra faire attention à implanter son réseau électrique dans un maximum de villes car l'énergie produite ne rapporte que si elle est fournie à une ville où l'on est implanté.
Le seul hasard dans le jeu réside dans l'ordre d'arrivée des centrales dans le jeu.

## Règle du jeu

### Matériel
- 1 plateau de jeu avec 1 piste de score, 1 marché pour les matières premières et 1 carte de l’Allemagne d’un côté et des États-Unis de l’autre. Chaque carte présente 6 zones de 7 villes.
- 132 maisons en bois (22 par couleur)
- 84 marqueurs en bois (24 charbons (marron), 24 pétroles (noir), 24 déchets (jaune), 12 uranium (rouge))
- Des billets de banque (en Elektro)
- 5 cartes résumés avec déroulement (Ablauf) et paiement (Auszahlung)
- 43 cartes de centrales électriques (42 centrales électriques et une carte de "stade 3" (Stufe 3)).

Il existe aussi des extensions présentant des cartes :
- de la France et de l'Italie
- du Benelux et de l'Europe centrale
- de la Chine et de la Corée
- de la Russie et du Japon
- de la France et du Québec

Il existe enfin une extension avec de nouvelles centrales électriques plus efficaces.
La version francophone s'intitule Megawatts et présente les cartes de la France et du Québec.
il existe également depuis 2011 l’extension les Robots pour rajouter un ou plusieurs joueurs automatiques dans les parties de 2 à 5 joueurs.

### Mise en place
Placer les parties communes :
- Le plateau de jeu choisi (Allemagne ou États-Unis en l'absence d'extensions
- La banque
- Les ressources de départ : 24 marqueurs charbon, 18 marqueurs pétrole, 6 marqueurs déchets, 2 marqueurs uranium
- Les centrales 3, 4, 5, & 06 dans la rangée des centrales actuelles
- Les centrales 7,8, 09 & 10 dans la rangée des futures centrales
- Mettre de côté la centrale 13 et la carte "Step 3/Stufe 3" (stade 3) de la pile des centrales
- Retirer de la partie des centrales à l'aveugle soit pour une partie à 2 ou 3 : 8 centrales, partie à 4 joueurs : retirer 4 centrales.
- Mélanger la pile restante, placer ensuite la centrale 13 au-dessus et la carte "Step 3/Stufe 3"(stade 3) au-dessous

Chaque joueur choisit sa couleur et reçoit :
- 50 Elektros,
- Les maisons de sa couleur
- Une carte de référence

L'ordre du tour pour le premier tour est choisi au hasard.
Chaque joueur :
- place une maison sur la piste de score
- place une maison sur la piste d'ordre du tour (selon l'ordre déterminé)
- choisit une zone de départ différente (mais adjacente à au moins une des régions déjà choisies à partir du 2e joueur)

### But du jeu
S'implanter (avoir une maison) dans un maximum de villes et parvenir, lors du tour final, à en alimenter le plus possible en électricité.

### Déroulement
Chaque tour de jeu se déroule en 5 phases
1. Déterminer l'ordre du tour : Les joueurs sont triés par nombre d'implantation (=maisons placées), celui en ayant le plus devant jouer en premier. (Ceci constitue un désavantage)
2. Enchères : Les centrales actuelles sont mises aux enchères jusqu'à ce que chaque joueur en ait acheté exactement une ou ait renoncé à le faire. À chaque fois, la centrale mise en vente est choisie par le premier joueur (selon l'ordre du tour) à n'avoir ni acheté de centrale ce tour-ci ni renoncé à le faire. Le numéro figurant sur la centrale constitue le montant de la première enchère devant être faite par le joueur choisissant la dite centrale. Chaque carte achetée est remplacée immédiatement par une carte de la pile. Les centrales visibles sont re-triées avant chaque enchère (les 4 moins chères allant sur la rangée actuelle).
3. Achat de ressources : Dans l'ordre inverse du tour, les joueurs achètent des matières premières au prix du marché afin d'alimenter leurs centrales électriques.
4. Construction : Dans l'ordre inverse du tour, chaque joueur peut payer afin de s'implanter dans une ou plusieurs villes. Pour ce faire, il paye le coût de l'emplacement libre correspondant dans la ville (10 à 20 Elek.) augmenté du coût de connexion à son réseau tel qu'indiqué sur la carte.
5. Bureaucratie : Chaque joueur choisit quelles centrales produisent (en dépensant les matières premières correspondantes) et touche de l'argent selon le nombre de villes alimentées (selon une échelle qui figure sur le plateau). Des matières premières additionnelles sont disposées sur le plateau. La centrale la plus chère visible sur le plateau est remise en fond de pile et remplacée.

Ceci constitue un condensé incomplet des règles, pour les règles complètes, voir les liens externes.

### Fin de partie et vainqueur
Le gagnant est celui qui, à la fin du jeu, a le plus de villes alimentées par sa propre énergie. La fin du jeu a lieu lorsqu'un des joueurs s'est implanté dans un nombre de villes prédéfini (entre 14 et 17 selon le nombre de joueurs). L'argent départage les éventuels ex-æquo.

## Extensions Disponibles
Voir Liens ci-dessous.

## Récompenses
- Nederlandse Spellenprijs  2010

### Extensions disponibles
- L'extension Italie/France : (en)  sur BoardGameGeek, (fr)  sur Trictrac.net

- L'extension Benelux/Europe Centrale : (en)  sur BoardGameGeek, (fr)  sur Trictrac.net
- L'extension Corée/Chine : (en)  sur BoardGameGeek, (fr)  sur Trictrac.net
- L'extension non officielle Atolla Modulis : (en)  sur BoardGameGeek, (fr)  sur Trictrac.net
- Cartes Power Plant Deck 2 : (en)  sur BoardGameGeek, (fr)  sur Trictrac.net